# Serra de les Medes
Serra de les Medes är en bergskedja i Spanien.   Den ligger i regionen Katalonien, i den östra delen av landet, 500 km öster om huvudstaden Madrid.
Serra de les Medes sträcker sig 22,2 km i sydostlig-nordvästlig riktning. Den högsta toppen är Puigsallança, 1 027 meter över havet.
Topografiskt ingår följande toppar i Serra de les Medes:
- Puig Bronzer
- Puigsallança
- Roca Lladre
- Serra de Trentinyà
- Sierra Cónica
- Volcà de la Roca Negra
- Volcà de Santa Margarida
- Volcà del Croscat
- Volcà del Puig de la Costa
- Volcà del Puig Subià
- Volcà del Racó
- Volcà del Torrent